# 長尾駿郎
長尾 駿郎（ながお としろう、1866年4月13日（慶応2年2月28日） - 1918年（大正7年）2月17日）は、日本の陸軍軍人。最終階級は陸軍少将。旧姓・浅井。

## 経歴
紀伊国（現和歌山県）出身。浅井右馬之丞の二男として生まれ、長尾勝賦の養子となる。1889年（明治22年）7月、陸軍士官学校（旧11期）を卒業して、砲兵少尉に任官し野砲兵第4連隊付となる。1893年（明治26年）11月、陸軍砲工学校を卒業。
1895年（明治28年）4月から12月まで日清戦争に出征。この間、同年10月、砲兵大尉に昇進し、野砲兵第4連隊中隊長に就任した。1901年（明治34年）2月、ドイツ駐在となり、1902年（明治35年）4月、砲兵少佐に進級した。1904年（明治37年）3月、参謀本部付（スウェーデン駐在）となり、1905年（明治38年）5月、砲兵中佐に進んだ。同年12月に帰国した。陸軍野戦砲兵射撃学校教官を経て、1910年（明治43年）3月、野砲兵第15連隊長に就任。1911年（明治44年）9月、砲兵大佐に昇進。
1911年10月、教育総監部庶務課長に転じた。1913年（大正2年）8月、野戦砲兵射撃学校長に就任。1916年（大正5年）8月、陸軍少将に進級し野砲兵第2旅団長に就任したが、1918年（大正7年）2月に死去した。